# Auchenionchus microcirrhis
Auchenionchus microcirrhis е вид бодлоперка от семейство Labrisomidae. Видът не е застрашен от изчезване.

## Разпространение
Разпространен е в Перу и Чили.

## Описание
На дължина достигат до 22,2 cm.